# رناته فوگل
رناته فوگل (به انگلیسی: Renate Vogel) (زادهٔ ۳۰ ژوئن ۱۹۵۵) شناگر اهل آلمان است.